# Mokrance
Mokrance (bis 1927 Makrance, ungarisch Makranc, deutsch Mokrantz) ist eine Gemeinde im Osten der Slowakei mit 1563 Einwohnern (Stand 31. Dezember 2024). Sie liegt im Okres Košice-okolie, einem Teil des Košický kraj.

## Geografie
Die Gemeinde Mokrance liegt 23 Kilometer südwestlich von Košice im Übergangsbereich zwischen den Vorbergen des Slowakischen Erzgebirges und der Ida-Ebene, dem südwestlichen Teil des Talkessels Košická kotlina. Der mittlere und südliche Teil des Gemeindegebietes von Mokrance ist tischeben. Hier fließen die Bäche Čečejovský potok, Šemšianský potok und Mokranský potok in die Ida. Sie sind durch Kanäle und Abzugsgräben miteinander verbunden. Das Ortszentrum liegt auf einer Höhe von 212 m n.m. Im leicht hügeligen Norden des Gemeindeareals erstrecken sich Ackerflächen und ein ca. 500 ha großes Eichenwaldgebiet, während im Süden Äcker und Feuchtwiesen vorherrschen.
Nachbargemeinden von Mokrance sind Debraď und Paňovce im Norden, Čečejovce im Osten, Rešica im Süden, Janík im Südwesten sowie Moldava nad Bodvou im Westen.

## Geschichte
Im Jahr 1217 taucht der Ort erstmals in schriftlichen Quellen in Verbindung mit der Entrichtung des päpstlichen Zehnten innerhalb des Erzbistums Eger auf. Bereits nach den Mongoleneinfällen (1241/42) wurde das Gebiet an der Ida von Bauern aus dem slawischen Sprachraum neu besiedelt. Im 13. Jahrhundert war das Dorf im Besitz der Familie Perényiovcov, später herrschte die Familie Abovce. 1317 hieß das Dorf einer Quelle des Bistums Mokranch.
Nach Grenzstreitigkeiten mit dem südlich gelegenen Nachbardorf Janík sind ein Mikuláš sowie seine Söhne Imrich und Markarda als Herren von Mokrance überliefert. In der Mitte des 14. Jahrhunderts taucht ein Ort namens Puzlamacronch auf, der mit Vyšné Mokrance bzw. Felsew Macronch die beiden Teile des Dorfes Mokrance bildete. In der Zeit der Existenz des Schlosses in Veľká Ida (1414 bis 1566) herrschten die Schlossherren – die Familie Perényiovcov – wieder über Mokrance und mehrere Dörfer in der Nachbarschaft; nur unterbrochen durch die Zerstörung Mokrances im Jahr 1365 durch eine verfeindete Adelsfamilie und die Herrschaft der Familie Turcaiovcov zwischen 1473 und 1512. Die Besitzverhältnisse wechselten bis zum 18. Jahrhundert noch recht häufig.
Ab 1526 begann sich die evangelische Kirche auch in Mokrance durchzusetzen. 1630 wurde das Gebiet um Mpkrance Schauplatz von Scharmützeln der Türkenkriege. Ein beträchtlicher Teil der Ungarisch sprechenden katholischen und reformierten Dorfbevölkerung verließ Mokrance. Die Pest wütete 1711 und so zählte man im Jahr 1715 nur noch einen Haushalt, fünf Jahre später drei Haushalte in Mokrance. Durch Zuwanderung vornehmlich slowakischer Siedler gab es 1722 im Dorf wieder 37 Haushalte, davon zehn Familien freier Bauern. Im Jahr 1828 hatte Mokrance 130 Häuser mit 945 Einwohnern.
1850 wurde in Mokrance die erste Schule errichtet.
Die Eisenbahn kam 1860 nach Mokrance (Strecke Košice−Turňa).
Bis 1918 gehörte Mokrance / Makranc wie alle im Komitat Abaúj-Torna liegenden sowie oft mehrheitlich ungarischsprachigen Orte zum Königreich Ungarn. Sie kamen danach zur Tschechoslowakei. Nach dem Ersten Wiener Schiedsspruch gehörte Mokrance von 1938 bis 1945 noch einmal zu Ungarn. Während des Zweiten Weltkrieges wurde der Turm der Kirche zerstört, aber nach 1945 in seiner ursprünglichen Form wiederhergestellt. In den Jahren 1992 bis 1994 wurde der erweiterte Chor der Kirche neu geweiht.
Im 20. Jahrhundert änderte sich die Infrastruktur in Mokrance:
- 1952 Beginn der Kollektivierung der Landwirtschaft
- ab 1960 verstärkter Ausbau der Straßen und des Trinkwassernetzes
- 1974 Neubau der Kanalisation
- 1977 Fertigstellung der Sportanlagen und der Bibliothek, Asphaltierung der Dorfstraßen
- 1978 erhielt die Kirche drei neue Glocken
- 1985 waren alle Haushalte an das Gasnetz angeschlossen – eine der ersten Gemeinden im Okres Košice-okolie

1975 wurde in die örtliche Agrargenossenschaft in die des benachbarten Budulov (Urtsteil von Moldava nad Bodvou) integriert; ab 1993 war sie wieder unabhängig.
Im Jahr 1986 wurde Mokrance in die Stadt Moldava nad Bodvou eingemeindet. Die Gemeinde erhielt ihre Unabhängigkeit im Jahr 1990 zurück. In den 1990er Jahren entstanden in Mokrance ein Feuerwehr-Übungsgelände und eine zentrale Sat-Anlage.

## Bevölkerung
| Jahr                | 1994 | 2004    | 2014    | 2024     |
| ------------------- | ---- | ------- | ------- | -------- |
| Anzahl der Personen | 1287 | 1345    | 1369    | 1563     |
| Unterschied         |      | +4,50 % | +1,78 % | +14,17 % |

| Jahr                | 2023 | 2024    |
| ------------------- | ---- | ------- |
| Anzahl der Personen | 1513 | 1563    |
| Unterschied         |      | +3,30 % |

Nach den Ergebnissen der Volkszählung 2001 lebten in Mokrance 1321 Einwohner, davon
- 62,9 % Slowaken und
- 35,4 % Ungarn.

93,2 % der Bewohner bekannten sich zur römisch-katholischen Kirche.

## Sehenswürdigkeiten

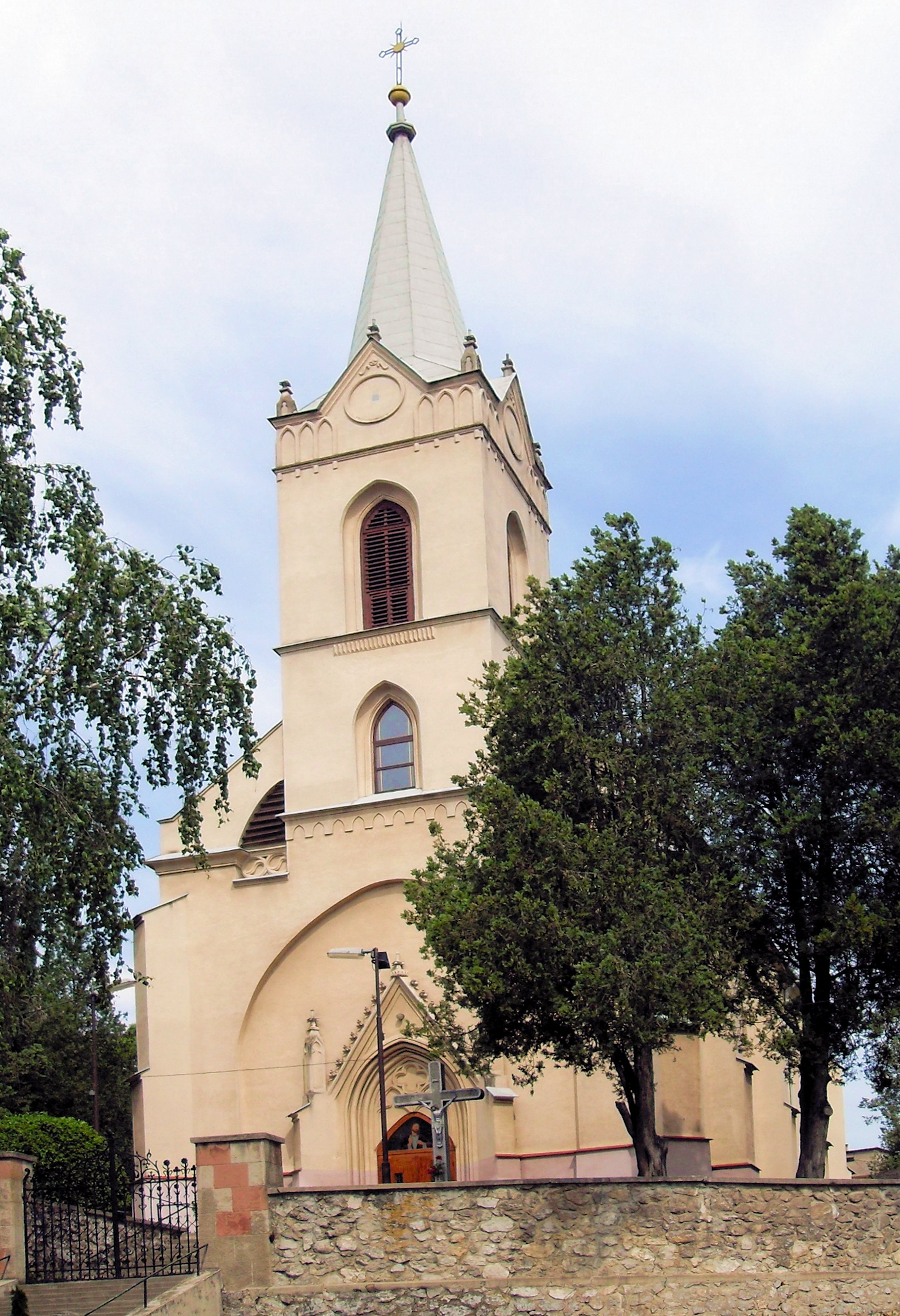
Römisch-katholische Stephanskirche von Mokrance

- Römisch-katholische Stephanskirche (Kostol sv. Štefana Uhorského), während der Hussitenkriege in gotischem Stil erbaut, im 18. Jahrhundert zu einer Barockkirche umgebaut, 1906 restauriert

## Wirtschaft und Infrastruktur
Die Gemeinde hat ihren ländlichen Charakter bewahrt. Die Bewohner arbeiten in der Landwirtschaft, im Dienstleistungssektor oder pendeln in die Industriebetriebe in und um Košice. Im Dorf gibt es ein Lebensmittelgeschäft, eine Bibliothek, einen Kindergarten und eine Schule.
Durch die Mitte des Gemeindegebietes verläuft die Fernstraße 50 (hier auch Teil der Europastraße 58) von Košice über Rožňava nach Bratislava. Mokrance ist des Weiteren durch eine Straße mit der Gemeinde Buzica an der ungarischen Grenze verbunden. Am südlichen Rand des Dorfes befindet sich der Bahnhof Mokrance an der Bahnstrecke Košice-Barca–Rožňava. Im Westen des Gemeindegebietes liegt auch der Bahnhof der Stadt Moldava nad Bodvou.